# Märkische Oderzeitung
Die Märkische Oderzeitung (abgekürzt: MOZ) ist eine in Frankfurt (Oder) herausgegebene regionale Tageszeitung.
Das Verbreitungsgebiet der MOZ ist weitgehend identisch mit dem ehemaligen Bezirk Frankfurt (Oder), einer Region mit rund 600.000 Einwohnern. Es erstreckt sich entlang der polnischen Grenze von den nördlichen Landesgrenzen Brandenburgs bis nach Eisenhüttenstadt im Süden des Bundeslandes. Im Westen stößt die Märkische Oderzeitung bis an die Stadtgrenze Berlins. Die zwölf Lokalausgaben haben etwa 248.000 Leser. Der Anteil der Abonnenten ist traditionell hoch. Mit Wirkung zum 1. Januar 2018 erwarb das Märkische Medienhaus alle Anteile an der LR Medienverlag und Druckerei GmbH (LRM GmbH). Die LRM GmbH ist Herausgeberin der Tageszeitung Lausitzer Rundschau sowie der Anzeigenzeitung Lausitzer Woche.

## Geschichte

Redakteurin am Newsdesk der Märkischen Oderzeitung

### BezirkszeitungNeuer Tag
Am 15. August 1952 entstand im Zuge der Abschaffung der Länder und Bildung der DDR-Bezirke als Organ der Bezirksleitung der SED Frankfurt (Oder) die Tageszeitung Neuer Tag. Chefredakteure waren Paul Cernicki (1952–1963), Theo Fettin (1963–1972) und Herbert Thieme (1972–1989). Noch in der Wendezeit stand im Untertitel der Zeitung Sozialistische Tageszeitung im Bezirk Frankfurt/Oder. Während der friedlichen Revolution forderten viele Bürgerrechtsgruppen im Bezirk Frankfurt die Umwandlung des Neuen Tages in eine von der SED unabhängige Zeitung. Am 17. März 1990, dem Tag vor den ersten freien Wahlen zur DDR-Volkskammer, wurde die Bezirkszeitung in die Märkische Oderzeitung umgewandelt und als unabhängige Tageszeitung von der Märkisches Medienhaus GmbH & Co. KG herausgegeben. Bei der Gründung zur MOZ wurden viele Redakteure des Neuen Tages übernommen.

### Zeitung im Land Brandenburg
Mit Wirkung vom 1. Januar 2011 erwarb das Märkische Verlags- und Druckhaus GmbH & Co. KG (MVD) den Oranienburger Generalanzeiger (inklusive der Lokalausgabe Hennigsdorfer Generalanzeiger, der Schwesterzeitungen Gransee Zeitung und Ruppiner Anzeiger sowie der Anzeigenzeitungen Märker und Brandenburger Wochenblatt). Außerdem ist das MVD auch Herausgeber des Neuenhagener Echos, einer Monatszeitung für die Gemeinde Neuenhagen bei Berlin, die zugleich deren Amtsblatt ist.

## Gesellschafter
Gesellschafter des Märkischen Verlags- und Druckhauses waren bis 2012 je zur Hälfte die Neue Pressegesellschaft (Verlag der Südwest-Presse) und die Stuttgarter Zeitung Verlagsgesellschaft mbH & Co. KG (die über die Medienholding Süd wiederum zu 82 % der Südwestdeutsche Medien Holding gehört; Verlag der Stuttgarter Zeitung und der Stuttgarter Nachrichten). Ende 2012 übernahm die Neue Pressegesellschaft alle Anteile. Seit 2016 firmiert das MVD unter dem neuen Namen Märkisches Medienhaus GmbH & Co. KG, kurz MMH; deren alleiniger Gesellschafter ist die Frankfurter Mediengesellschaft mbH & Co. KG, die sich wiederum vollständig im Eigentum der genannten Neue Pressegesellschaft mbH & Co. KG befindet.

## Geschäftsentwicklung
Die Märkische Oderzeitung hat wie viele Tageszeitungen im Laufe der Jahre an Auflage eingebüßt. Die verkaufte Auflage beträgt 44.510 Exemplare, ein Minus von 67 Prozent seit 1998. Die verkaufte Auflage ist in den vergangenen 10 Jahren um durchschnittlich 5,1 % pro Jahr gesunken. Im vergangenen Jahr hat sie um 6,5 % abgenommen. Die Zahl der e-Paper-Nutzer hat sich dagegen von Anfang 2017 bis Anfang 2021 verdoppelt. Im Internet tritt sie seit einigen Jahren als Märkische Onlinezeitung auf.

## Auflage
Die Auflage beträgt gegenwärtig 44.510 Exemplare. Der Anteil der Abonnements an der verkauften Auflage liegt bei 91 Prozent.
| 1998   | 1999   | 2000   | 2001   | 2002   | 2003   | 2004   | 2005   | 2006  | 2007  | 2008  | 2009  | 2010  | 2011  | 2012  | 2013  | 2014  | 2015  | 2016  | 2017  | 2018  | 2019  | 2020  | 2021  | 2022  | 2023  | 2024  |
| ------ | ------ | ------ | ------ | ------ | ------ | ------ | ------ | ----- | ----- | ----- | ----- | ----- | ----- | ----- | ----- | ----- | ----- | ----- | ----- | ----- | ----- | ----- | ----- | ----- | ----- | ----- |
| 134805 | 129568 | 125071 | 120405 | 115040 | 110390 | 105765 | 101184 | 97068 | 94193 | 91171 | 88746 | 87789 | 86019 | 83459 | 80685 | 78087 | 74881 | 72501 | 68469 | 65286 | 61839 | 59755 | 58073 | 54059 | 49358 | 46142 |

## Lokalausgaben
- Barnim Echo (Bernau)
- Barnim Echo (Eberswalde)
- Frankfurter Stadtbote (Frankfurt (Oder))
- Märkisches Echo (Strausberg)
- Oderland Echo (Bad Freienwalde)
- Oderland Echo (Seelow)
- Oder-Spree Journal (Eisenhüttenstadt)
- Spree Journal (Beeskow)
- Spree Journal (Erkner)
- Spree Journal (Fürstenwalde)
- Uckermark Anzeiger (Angermünde)
- Uckermark Anzeiger (Schwedt)

## Chefredakteure
- Heinz Kannenberg (1990–1996)
- Claus Detjen (1996–1998)
- Franz Kadell (1999–2001)
- Heinz Kurtzbach (2001–2006)
- Frank Mangelsdorf (2002–2018)
- Claus Liesegang (seit 2017)

## Gesellschaftliches Engagement
Die Märkische Oderzeitung vergibt eine Reihe von Preisen. Seit 2004 verleiht sie zum Beispiel gemeinsam mit der Industrie- und Handelskammer Ostbrandenburg den Zukunftspreis Brandenburg. Zunächst nur auf den Osten des Bundeslandes beschränkt, wird der Zukunftspreis seit 2009 an Firmen in ganz Brandenburg vergeben. Ebenfalls seit 2004 verleiht die Märkische Oderzeitung gemeinsam mit der Stiftung Schloss Neuhardenberg den Brandenburgischen Kunstpreis. In vier Kategorien – Malerei, Grafik, Plastik und Fotografie – werden mit ihm regionale Künstler ausgezeichnet.
Außerdem beteiligt sich die MOZ an der Vergabe des Uckermark-Oskars, einer Auszeichnung für Schauspieler, die jedes Jahr von den Uckermärkischen Bühnen in Schwedt vergeben wird.

## Journalistische Auszeichnungen
- 1994: Theodor-Wolff-Preis für den Redakteur Dietrich Schröder
- 1995: Wächterpreis der deutschen Tagespresse für die Redakteure Dietrich Schröder und Beata Bielecker
- 2000: Wächterpreis der deutschen Tagespresse für den Redakteur Axel Busse
- 2016: Alexander-Rhomberg-Preis für die Redakteurin Dorothee Torebko